# Gebhardt Motorsport
Le Gebhardt Motorsport était une écurie de sport automobile et un constructeur automobile allemand fondée par les frères Günther et Fritz Gebhardt.

## Histoire

### 1984: Les débuts en Championnat du monde d'endurance

#### Championnat du monde d'endurance

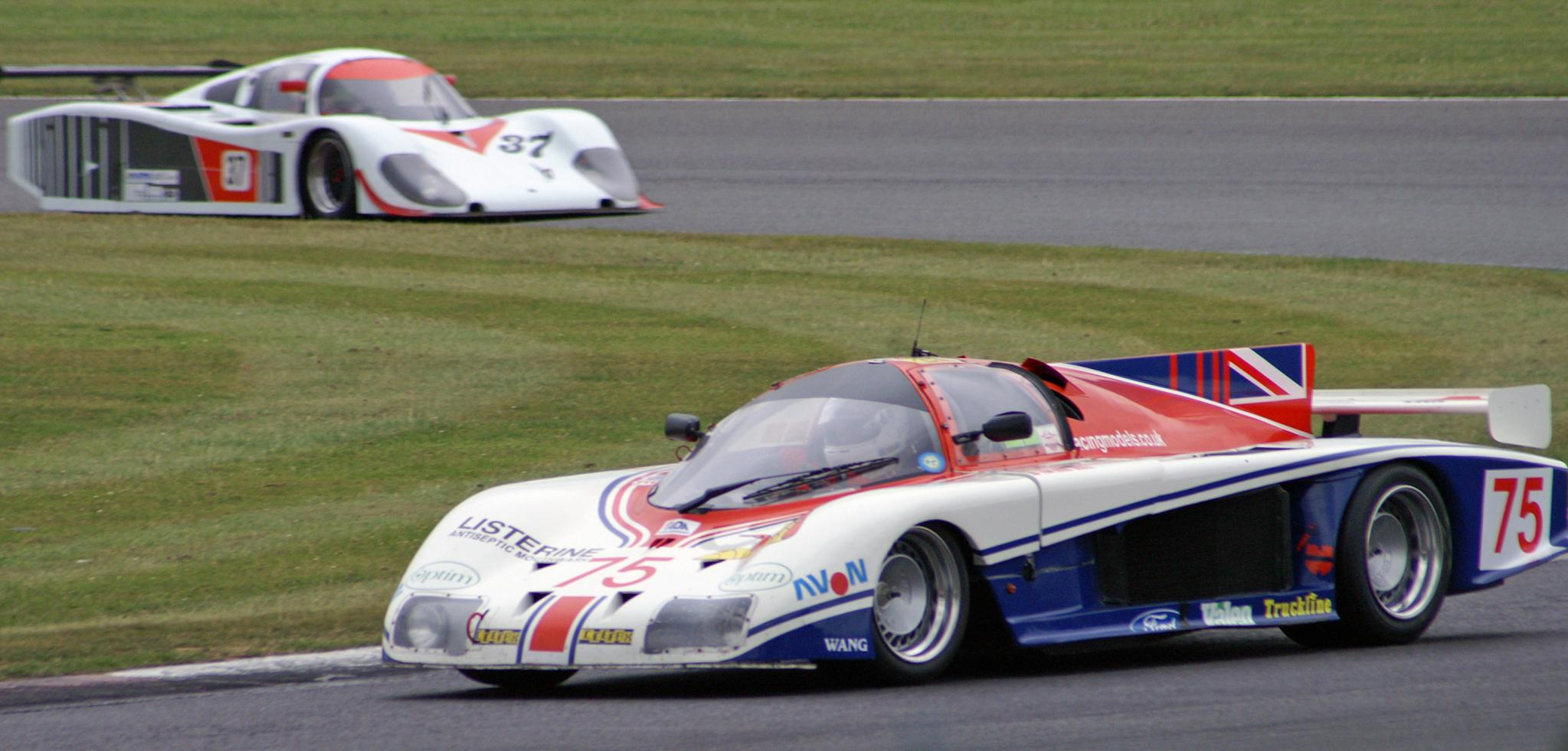
La Gebhardt JC843 lors des Silverstone Classic 2009

Pour cette année 1984, le Gebhardt Motorsport a participé au championnat du monde d'endurance. Le format du championnat du monde cette année-là se composait de 11 manches avec des courses de 1000 km sauf pour les 24 Heures du Mans. Les manches de Brands Hatch, d'Imola et de Sandown ne comptaient pas pour le championnat constructeur. Les voitures engagées par l'écurie, la Gebhardt JC842 à moteur BMW M12/7 2,0 l I4 Atmo et la Gebhardt JC843 à moteur  Ford Cosworth DFV 3,0 l V8 Atmo, étaient inscrites dans la catégorie C2. Il s'agissait de la première saison pour ces voitures.

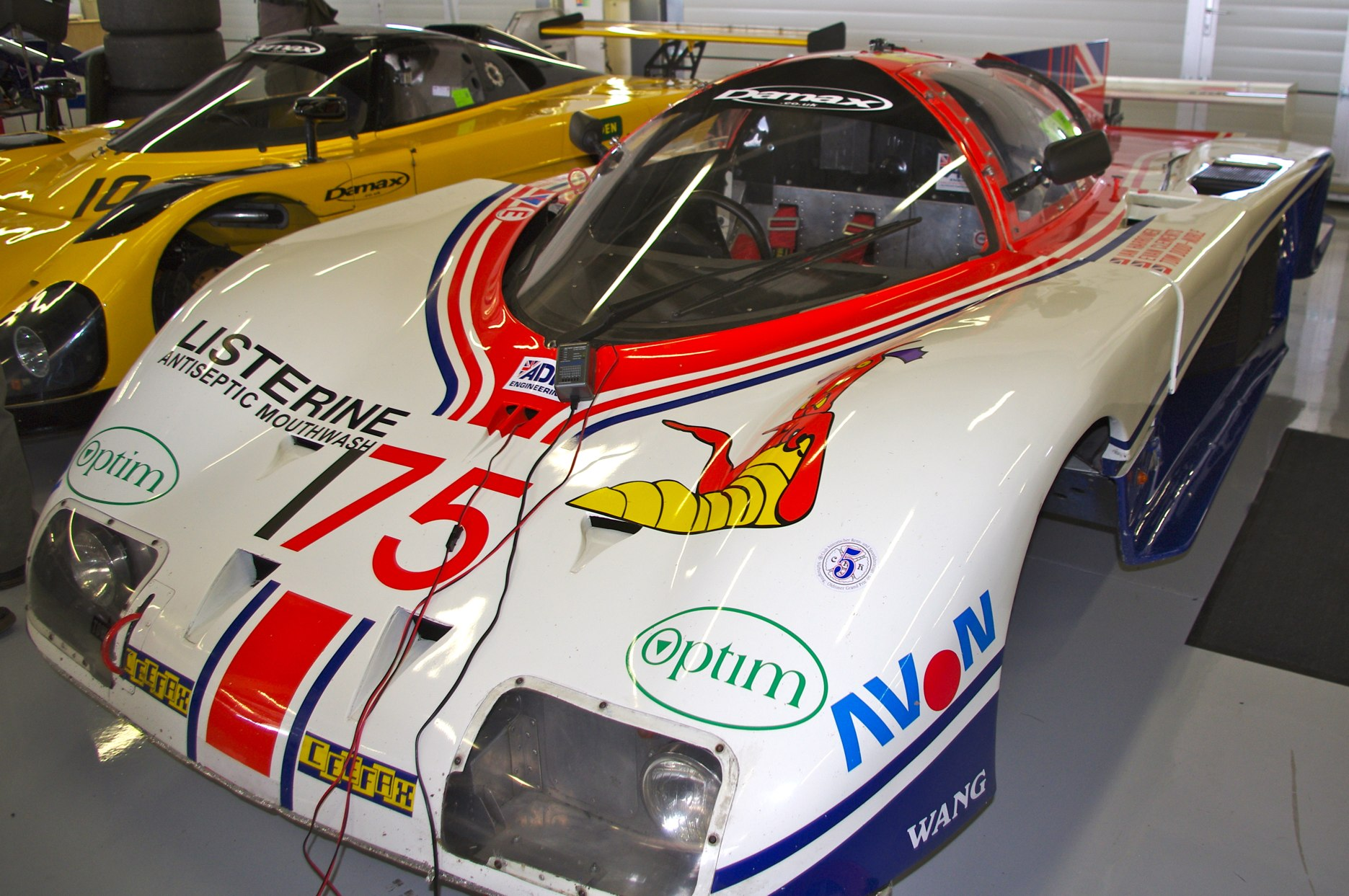
La Gebhardt JC843 lors des Silverstone Classic 2011

Pour la première manche du championnat, les 1 000 kilomètres de Monza, l'écurie avait inscrit ses deux voitures mais seule la Gebhardt JC842 se présenta à l'épreuve. Elle fut confiée aux mains de Frank Jelinski et de Cliff Hansen. Pour sa première participation à une épreuve, elle se qualifia en 22e position et finira la course en 12e position à plus de 37 tours du vainqueur au général et à 11 tours de la voiture ayant remporté la catégorie C2. Aux 1 000 kilomètres de Silverstone, l'écurie n'a inscrit qu'une seule voiture la Gebhardt JC842. Le pilote américain Cliff Hansen a été remplacé par le britannique Bob Evans. Avec un plateau de 44 voitures contre 35 voitures à Monza, la voiture se qualifia en 26e position. Malheureusement, à cause d'un problème moteur, la voiture dut abandonner au 26e tour. L'écurie réalisa ensuite l'impasse sur les 24 Heures du Mans en n'inscrivant aucune voiture. Elle réalisa son retour en championnat pour les 1 000 kilomètres du Nürburgring avec ses deux voitures. La Gebhardt JC842 avec le no 72 fut confiée à un équipage inédit avec comme pilotes Jan Thoelke (de), Udo Wagenhäuser et Jürgen Weiler. La Gebhardt JC843 avec le no 73 avait comme pilote Frank Jelinski, Günther Gebhardt (de) et Mario Ketterer (de). Avec un plateau de 46 voitures, la no 72 se qualifia en 17e position et la no 73 en 24e position. Au 39e tour, la no 72 fut contrainte à l'abandon à cause de problèmes de boite de vitesses. Pour la première course de la no 73, la voiture à vue le drapeau à damier en finissant en 23e position à plus de 46 tours du vainqueur au général et à 24 tours de la voiture ayant remporté la catégorie C2. Pour les 1 000 kilomètres de Brands Hatch, l'écurie se présenta de nouveau avec ses deux voitures. Avec un plateau restreint de 24 voitures, dû au fait que les écuries participant au championnat du monde ont du faire le choix entre les 1 000 kilomètres de Brands Hatch et les 1 000 kilomètres de Mosport car seul une semaine séparait ces 2 courses, la no 72 se qualifia en 18e position et la no 73 en 16e position. La voiture avec le moteur Ford Cosworth devançant une nouvelle fois la voiture avec le moteur BMW. Malheureusement, la no 73 ne put prendre le départ et c'est avec comme équipage Jan Thoelke (de), Frank Jelinski et Gerry Amato que la no 72 pris part à la course. Au 131e tour, à cause de problèmes de pompe à essence, la voiture fut poussée à l'abandon. Pour les 1 000 kilomètres de Mosport, seul la Gebhardt JC843 no 73 traversa l'atlantique pour prendre part à l'épreuve. Pour cette épreuve, à la suite d'un partenariat commercial avec la célèbre marque de boisson Pepsi, l'écurie s'est insrite sous le nom de Pepsi Challenger. C'est un duo de pilotes inédit, avec les canadiens John Graham et George Schwarz, qui a piloté la voiture. Sur les 16 voitures présentes, ils se qualifièrent en 9e position, meilleure qualification de la saison. À la suite d'un accident lors du 40e tour, la voiture dû abandonner. 
Aux 1 000 kilomètres de Spa, l'écurie se présenta avec ces deux voitures, la no 72 et la no 73. La no 72, aux mains de Jan Thoelke (de), Frank Jelinski et de George Schwarz se qualifia en 24e position tandis que la no 73 qui avait réalisé de nouveau un meilleur temps que la no 72 lors des essais ne put prendre part à l'épreuve pour cause de problème de pompe d'eau. La no 72 finira l'épreuve en 14e position à plus de 28 tours du vainqueur au général et à 12 tours de la voiture ayant remporté la catégorie C2. Pour les 1 000 kilomètres d'Imola, dernière épreuve européenne de la saison, l'écurie se présenta de nouveau avec ses deux voitures, la no 72 et la no 73. La no 72, aux mains de Jan Thoelke (de), Jürgen Weiler et de Frank Jelinski se qualifia en 24e position tandis que la no 73 qui avait réalisé de nouveau un meilleur temps que la no 72 lors des essais ne put prendre part à l'épreuve. La no 72, au 92e tour, dut abandonner à cause de problèmes électriques. Pour les deux manches suivantes, les 1 000 kilomètres de Fuji et les 1 000 kilomètres de Kyalami, l'écurie n'effectua pas le long déplacement. Pour la dernière manche de la saison, les 1 000 kilomètres de Sandown Park, l'écurie réalisa le long déplacement et se présenta avec trois voitures. La no 72 était une Gebhardt JC843 engagée en partenariat avec l'écurie britannique ADA Engineering, la no 73 une Gebhardt JC842 et la no 73 une Gebhardt JC843. Les équipages ont également évolué avec pour la no 72 les pilotes Ian Harrower, Neville Crichton (en) et Bruce Davidson, pour la no 73 les pilotes féminines Cathy Muller, Sue Ransom, Margie Smith-Haas et pour la no 74 les pilotes Frank Jelinski, Beate Nodes (de) etGünther Gebhardt (de). Les Gebhardt JC843 se qualifièrent en 19e et 20e position tandis que la Gebhardt JC842 se qualifia en 23e position. La no 74 finira l'épreuve en 12e position à plus de 25 tours du vainqueur au général et à 8 tours de la voiture ayant remporté la catégorie C2. La no 73 abandonna au 95e tour pour cause de problème de suspension et la no 72 abandonna également pour cause d'incendie au 64e tour.

### 1989: le début des années Porsche

#### IMSA

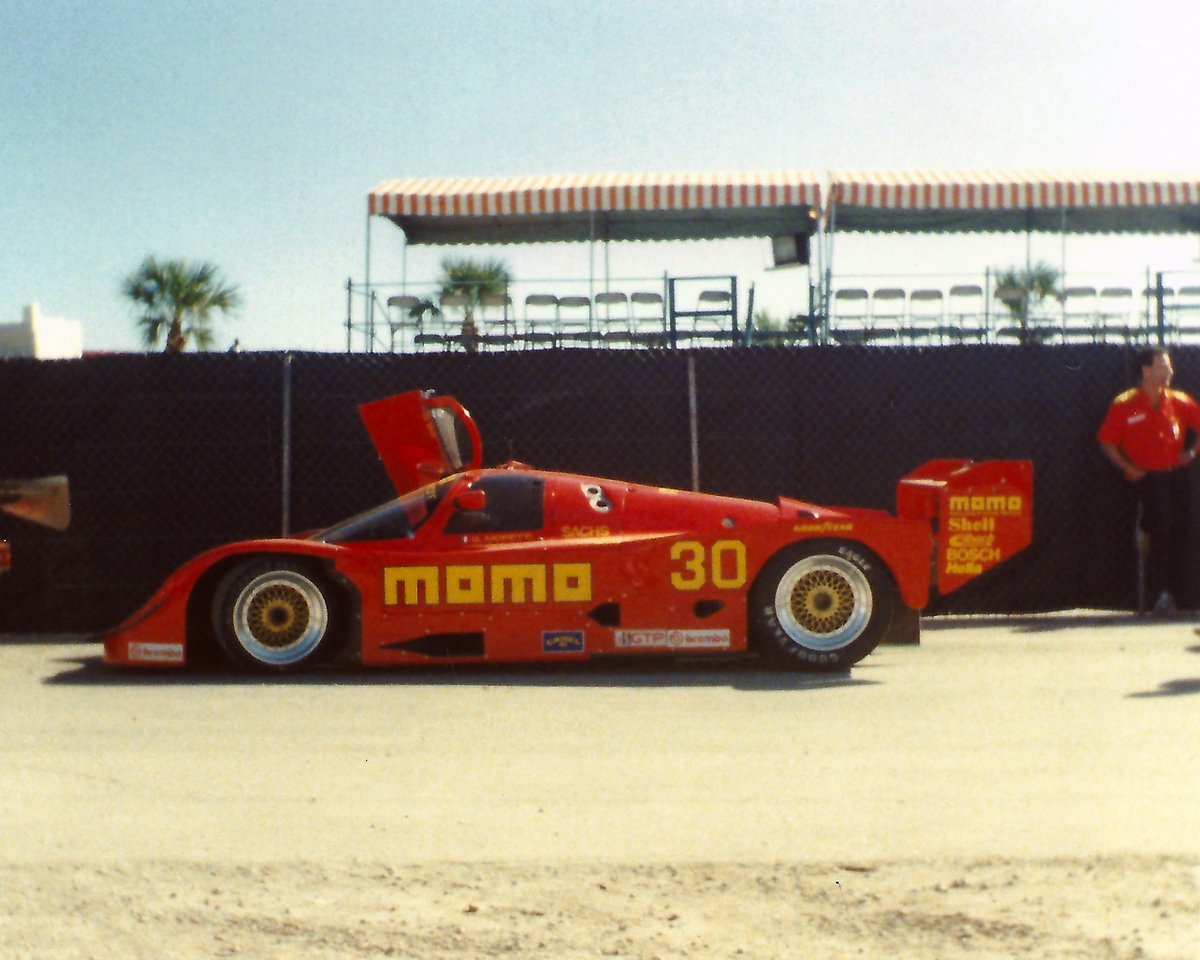
Porsche 962-001GS de l'écurie Momo Gebhardt Racing lors des 3 Heures de Miami

Pour cette nouvelle saison sur le continent américain, le Gebhardt Motorsport s'est associé avec la marque Momo, marque italienne de pièces d'automobile et d'accessoires fondée par le pilote italien Giampiero Moretti, afin de participer au championnat IMSA sous le nom du Momo Gebhardt Racing. Pour cela, l'écurie a réalisé l'acquisition d'une Porsche 962BM auprès de l'écurie suisse Brun Motorsport (châssis 962-001BM). Pour la première manche de la saison, les 24 Heures de Daytona, la voiture fut confiée aux mains de Massimo Sigala, Mauro Baldi, Giampiero Moretti et Stanley Dickens. Malheureusement, au 80e tour, à la suite d'une violente sortie de piste, la voiture fut fortement endommagée et fut contrainte à l'abandon. L'auto dû alors passer dans les ateliers du Gebhardt Motorsport afin d'être reconstruite. À la suite de cela, il lui a été donné la référence de Porsche 962 001GS, le GS voulant dire Gebhardt Sports,. Pour son retour à la compétition, sur le circuit urbain de Miami pour une épreuve de 3 heures, l'auto, alors aux mains de Massimo Sigala, du abandonner au 6e tour à la suite d'un accident. C'est à la troisième manche de la saison, les 12 Heures de Sebring, avec Massimo Sigala, Giampiero Moretti, Michael Roe et Derek Bell que l'écurie commença à avoir de bon résultat avec une belle 4e place à 13 tours du vainqueur. Pour la manche suivante, à Road Atlanta, Giampiero Moretti et Stanley Dickens montèrent pour la première fois sur le podium sur la 3e marche. Sur les 14 courses de la saison, la voiture du Gebhardt Motorsport fut 10 fois à l'arrivée et monta 2 fois sur le podium.Giampiero Moretti finira le championnat pilote en 11e position avec 70 points.

### 1990: le retour aux 24 Heures du Mans

#### 24 Heures du Mans
Pour la 58e édition des 24 Heures du Mans, ne comptant pas pour le Championnat du monde des voitures de sport pour cause de conflit entre l'ACO et la FISA, le Momo Gebhardt Racing, qui n'avait pas participé à l'épreuve mancelle depuis 1986, a engagé sa Porsche 962-001GS avec comme pilotes Giampiero Moretti, Nick Adams et Günther Gebhardt (de). Lors des essais, la voiture se qualifia en 35e position. La course ne se passa pas sous les meilleures augure et à cause de problèmes de boite de vitesses, la voiture dut abandonner au 138e tour.

### 1991: Une courte saison en IMSA avec la nouvelle C901
Pour faire suite à la Gebhardt C88 qui a principalement été utilisée dans le championnat européen Interserie et quelques courses dans le championnat américain IMSA, les frères Gebhardt ont développé une nouvelle voiture, la Gebhardt C901 pour Giampiero Moretti afin de participer au championnat IMSA. L'objectif que s'était donné les frères était de concevoir une voiture éligible au Championnat du monde des voitures de sport et IMSA. La voiture a conservé la même motorisation que la Gebhardt C88, à savoir  le moteur I5 Turbo de 2,1 l Audi ,,. Le développement de la voiture avait malheureusement pris plus de six mois de retard et elle ne put être présentée qu'à la manche de Road Atlanta du championnat IMSA en avril 1991 en manquant ainsi le début de la saison. Les premiers essais de la voiture se sont réalisés dans la foulée. Ceux-ci ont été perturbés par de sérieux problèmes de surchauffe qui ont rendu Giampiero Moretti assez insatisfait. La voiture participa ensuite à deux manches du championnat IMSA, Topeka et Watkins Glen, mais des problèmes d’échappement ont causé une série d'abandons. C'est à ce moment que Giampiero Moretti décida d'arrêter le projet.

### 1992: Un bref retour en Championnat du monde des voitures de sport avec la C91

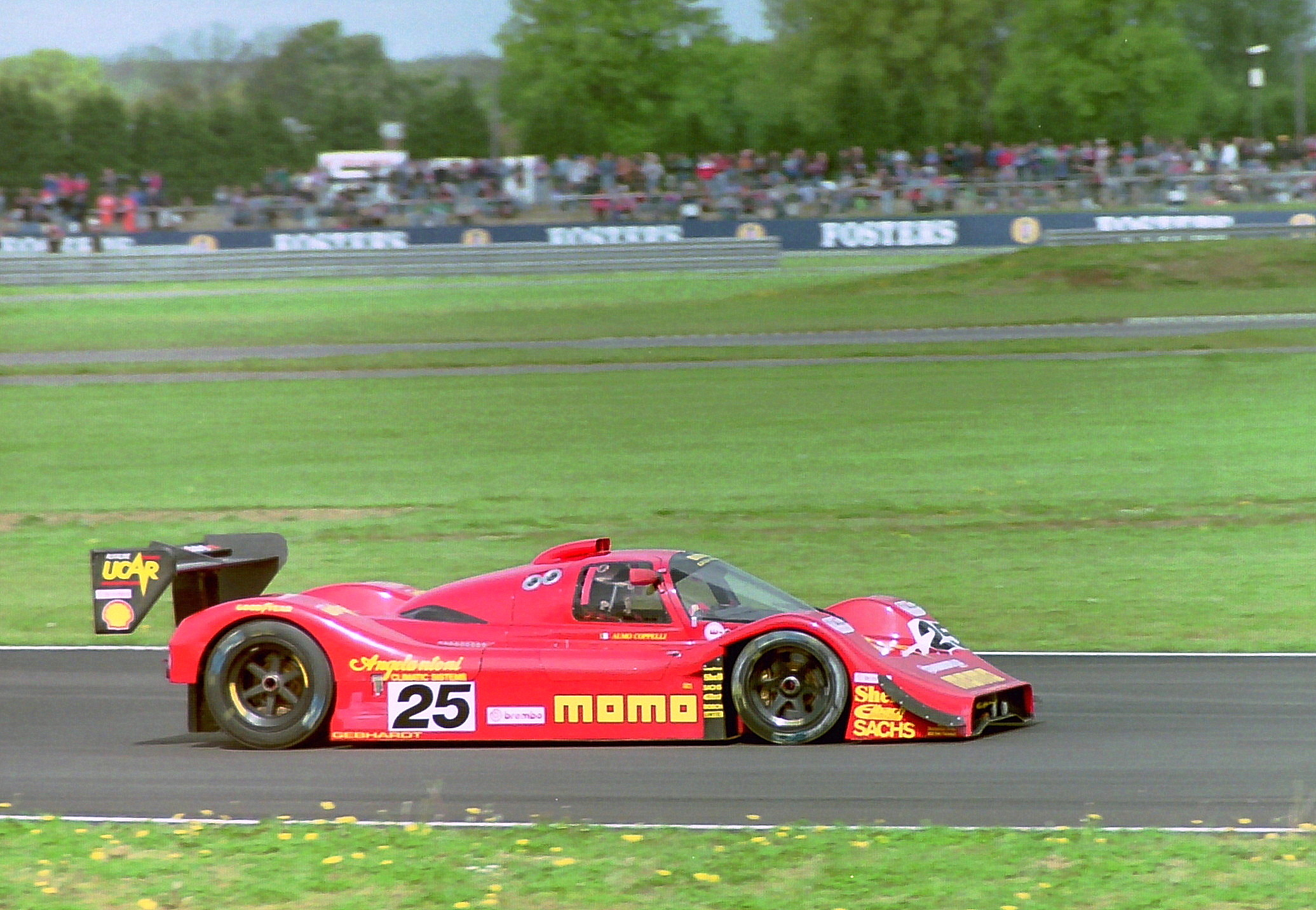
La Gebhardt C91 pilotée par Frank Kraemer et Almo Coppelli lors des 500 kilomètres de Silverstone 1992

En 1992, le Gebhardt Motorsport effectua son retour en Championnat du monde des voitures de sport dans la catégorie FIA Cup. La Gebhardt C901 n'étant pas éligible à ce championnat pour cause de moteur ne répondant à la réglementation en cours, les frères Gebhardt ont remplacé le moteur I5 Turbo de 2,1 l Audi par un Ford Cosworth DFR 3,5 l V8 Atmo et donnèrent ainsi naissance à la Gebhardt C91,,.
Pour la première manche du championnat, les 500 kilomètres de Monza, seulement 12 voitures se sont présentées. La Gebhardt C91, pour sa première compétition officielle, n'effectua pas une bonne séance de qualification car elle réalisa le 12e et dernier temps à plus de 39 secondes de la pole position. Dans ces conditions, aux mains d'Almo Coppelli et de Frank Krämer, elle eut tout de même le mérite de finir la course. Elle était malheureusement non classée car elle n'avait pas effectué suffisamment de tours mais vu le nombre d'abandons, 8 voitures, elle se positionna en 4e position au général et 2e dans la catégorie FIA Cup. Pour la seconde manche, les 500 kilomètres de Silverstone, bien que toujours dernière lors qualification, la Gebhardt C91 effectua quelques progrès car elle n'était plus qu'à 26 s de la pole position. La course fut malheureusement bien courte car au 2e tour, la voiture dut abandonner à cause de problèmes avec le moteur. Ce fut la dernière apparition de la Gebhardt C91 dans le Championnat du monde des voitures de sport car à partir de la manche suivante, les 24 Heures du Mans, la voiture ne s'est plus présentée aux épreuves. Elle participa tout de même à la manche du Nürburgring du championnat Interserie où Almo Coppelli finira la première course en 10e position et 13e lors de la seconde course.

## Pilotes
- Nick Adams (1990)
- Gerry Amato (1984)
- Mauro Baldi (1989)
- Derek Bell (1989, 1991)
- Almo Coppelli (1992)
- Neville Crichton (en) (1984)
- Bruce Davidson (1984)
- Stanley Dickens (1989)
- Bob Evans (1984)
- Günther Gebhardt (de) (1984, 1990)
- John Graham (1984)
- Cliff Hansen (1984)
- Ian Harrower (1984)
- Frank Jelinski (1984, 1989)
- Mario Ketterer (de) (1984)
- Frank Krämer (1992)
- Giampiero Moretti (1989-1991)
- Cathy Muller (1984)
- Beate Nodes (de) (1984)
- John Paul Jr. (1989)
- Sue Ransom (1984)
- Jean-Louis Ricci (1989)
- Michael Roe (1989)
- George Schwarz (1984)
- Massimo Sigala (1989)
- Margie Smith-Haas (1984)
- Jan Thoelke (de) (1984)
- Udo Wagenhäuser (1984)
- Jürgen Weiler (1984)